# Andamansko more
Andamansko more ili Burmansko more je dio Indijskog oceana okruženo Benglaskim zaljevom sa sjeveroistoka, nalazi se južno od države Mianmar, zapadno od Tajlanda, i istočno od skupine otoka Andamani.
Andamansko more ima površinu od 797.700 km2, dugo je otprilike 1200km (sjever-jug) dok mu je širina oko 650km. Prosječna dubina je 870 m, dok je navjeća 3.777m. 
Andamansko more na svom južnom kraju oblikuje Malajski prolaz koji razdvaja Malajski poluotok od otoka Sumatra, a spaja Andamansko more s Južnokineskim morem i Javanskim more.